# Dolenjske Toplice
Dolenjske Toplice (in passato in tedesco Töplitz) è un comune di 3 494 abitanti della Slovenia sud-orientale.

## Storia
Dal 1941 al 1943, a seguito dell'invasione della Jugoslavia da parte delle truppe dell'Asse, il paese venne occupato dall'esercito italiano e annesso all'Italia nella neocostituita Provincia di Lubiana.

## Geografia antropica

### Suddivisioni amministrative
Il comune di Dolenjske Toplice è formato da 28 insediamenti (naselija):
- Bušinec
- Cerovec
- Dobindol
- Dolenje Gradišče
- Dolenje Polje
- Dolenje Sušice
- Drenje
- Gabrje pri Soteski
- Gorenje Gradišče
- Gorenje Polje
- Gorenje Sušice
- Kočevske Poljane
- Loška Vas
- Mali Rigelj
- Meniška Vas
- Nova Gora
- Občice
- Obrh
- Podhosta
- Podstenice
- Podturn pri Dolenjskih Toplicah
- Sela pri Dolenjskih Toplicah
- Selišče
- Soteska
- Stare Žage
- Suhor pri Dolenjskih Toplicah
- Veliki Rigelj
- Verdun pri Uršnih Selih